# Уэсткотт, Дэвид
Дэвид Гай Уэсткотт (англ. David Guy Westcott, 14 мая 1957, Лондон, Англия, Великобритания) — британский хоккеист (хоккей на траве), полевой игрок. Бронзовый призёр летних Олимпийских игр 1984 года.

## Биография
Дэвид Уэсткотт родился 14 мая 1957 года в Лондоне
Учился в колледже Брейснов Оксфордского университета.
Играл в хоккей на траве за «Саутгейт» из Лондона.
В 1984 году вошёл в состав сборной Великобритании по хоккею на траве на летних Олимпийских играх в Лос-Анджелесе и завоевал бронзовую медаль. Играл в поле, провёл 6 матчей, мячей не забивал.
Работал адвокатом, специализировался на вопросах травм и медицинской халатности.